# جيوفاني أميليو
جيوفاني باتيستا أميليو (بالإيطالية: Giovannni Battista Ameglio)‏ قائد عسكري إيطالي. كان الحاكم الإيطالي لمستعمرة برقة بين عامي (1913-1918)، وأثناء توليه منصبه تولى منصب حاكم مستعمرة طرابلس الغرب بين عامي (1915-1918).